# Herbert I. Leeds
Herbert I. Leeds noto anche come Herbert Levy o Bert Levy (New York, 1900 – New York, 15 maggio 1954) è stato un regista e montatore statunitense.

## Filmografia

### Regista

#### Cinema
- Five of a Kind (1938)
- Keep Smiling (1938)
- Island in the Sky (1938)
- Love on a Budget (1938)
- The Cisco Kid and the Lady (1939)
- Charlie Chan e la città al buio (Charlie Chan in City in Darkness) (1939)
- Chicken Wagon Family (1939)
- Le avventure di Cisco Kid (The Return of Cisco Kid) (1939)
- Mr. Moto nell'isola del pericolo (Mr. Moto in Danger Island) (1939)
- The Arizona Wildcat (1939)
- Romance of the Rio Grande (1940)
- Yesterday's Heroes (1940)
- Ride on Vaquero (1941)
- Michael Shayne e le false monete (Time to Kill) (1942)
- Manila Calling (1942)
- Michael Shayne va a Broadway (Just Off Broadway) (1942)
- The Man Who Wouldn't Die (1942)
- Michael Shayne e il mistero dei diamanti (Blue, White and Perfect) (1942)
- It Shouldn't Happen to a Dog (1946)
- Let's Live Again (1948)
- Bunco Squad (1950)
- Father's wild game (1950)

#### Televisione
- The Life of Riley - serie TV, 24 episodi (1949-1950)
- Your Favorite Story - serie TV, 3 episodi (1953)
- Cisco Kid (The Cisco Kid) - serie TV, 2 episodi (1953)

### Montatore
- Il giardino del diavolo (Central Park), regia di John G. Adolfi (1932)
- Week-End Marriage, regia di Thornton Freeland (1932)
- Two Against the World, regia di Archie Mayo (1932)
- Amai una donna (I Loved a Woman), regia di Alfred E. Green (1933)
- The Narrow Corner, regia di Alfred E. Green (1933)
- La seconda aurora (The Life of Jimmy Dolan), regia di Archie Mayo (1933)
- As the Earth Turns, regia di Alfred E. Green (1934)
- Dark Hazard, regia di Alfred E. Green (1934)
- Gentlemen Are Born, regia di Alfred E. Green (1934)
- Madame du Barry, regia di William Dieterle (1934)
- Side Streets, regia di Alfred E. Green (1934)
- La reginetta dei monelli (Dimples), regia di William A. Seiter (1936)
- Messaggio segreto (A Message to Garcia), regia di George Marshall (1936)
- Half Angel, regia di Sidney Lanfield (1936)